# Македонска борба (септември 1933)
Вижте пояснителната страница за други значения на Македонска борба.
„Македонска борба“ с подзаглавие Орган на македонските българи във Варна е български вестник, издаван от Македонското благотворително братство „Тодор Александров“ (при Националния комитет), Македонската женска дружба, Македонската младежка организация „Братя Миладинови“ и на Македонското студентско дружество при Търговската академия.
Излиза в единствен брой на 24 септември 1933 година. Вестникът подкрепя десницата на ВМРО и публикува материали срещу комунистическите фракции в освободителното движение. Редактор е Аспарух Илиев. Печата се в печатница Варненска поща.